# Schadijk
Schadijk is een buurtschap van Meterik in de Nederlandse provincie Limburg en ligt ongeveer een kilometer ten noorden van het dorp. Ten westen van de buurtschap liggen de Schadijkse bossen.
Aan de kruising van de buurtschap staat de Onze-Lieve-Vrouw-Onbevlekt-Ontvangenkapel. Ten zuiden van de buurtschap staat de windmolen Eendracht Maakt Macht.

## Geschiedenis
Tot 31 december 2000 behoorde Schadijk tot de gemeente Horst die per 1 januari 2001 opging in de gemeente Horst aan de Maas.
Dorpen: America · Broekhuizen · Broekhuizenvorst · Evertsoord · Griendtsveen · Grubbenvorst · Hegelsom · Horst · Kronenberg · Lottum · Meerlo · Melderslo · Meterik · Sevenum · Swolgen · Tienray

Buurtschappen: Broek (Horst) · Broek (Sevenum) · Broekeind · Californië · Eikelenbosch · Elshout · Genenberg · Gun · Hazenhorst · De Hees · De Heide · Hei-Oostenrijk · Homberg · Houthuizen · Keuter · Legert · Lovendaal · Megelsum · Most · Ooijen · Osterbos · Raaiend · Schadijk · Steeg · De Steegh · Stokt · Tongerlo · Ulfterhoek · Veld-Oostenrijk · Vinkepas · De Vorst · Wielder · Zeelberg · Zwaanenheike · Zwarte Plak

Limburg: Steden en dorpen      Nederland: Provincies · Gemeenten